# Синдром Діогена
Синдро́м Діоге́на (англ. Diogenes syndrome; також — синдром старечої вбогості англ. senile squalor syndrom) — психічний розлад, характерними ознаками якого є вкрай зневажливе ставлення до себе, внутрішня вбогість, соціальна ізоляція, апатія, схильність до накопичення та збирання всячини (патологічне накопичення) і відсутність сорому.
Як окремий синдром його виділили у 1966 році. Назву «Синдром Діогена» запропоновала низка дослідників на честь давньогрецького філософа-кініка Діогена (412—323 до н. е.), прихильника крайнього мінімалізму, який, за легендою, жив у бочці. Однак Діоген, навпаки, відмовився від матеріальних цінностей і шукав людського спілкування. Таким чином, цю назву деякі дослідники вважають неправильною і пропонують використовувати інші назви: старечий розлад, синдром Плюшкіна (персонаж з роману Гоголя «Мертві душі»), соціальний розлад, розлади з боку вбогості.
Ймовірно, виникнення порушень у психіці пов'язане з порушенням у роботі лобової частки мозку, її дегенерації.